# Alzinera de Fontanet

L'Alzinera de Fontanet, respecte del terme d'Abella de la Conca

L'Alzinera de Fontanet era un bosc d'alzines del Pallars Jussà situat en el terme municipal d'Abella de la Conca.
Aquesta alzinera va desaparèixer en el gran incendi d'agost del 1978 que afectà aquesta zona del terme d'Abella de la Conca. Actualment només en queda una petita clapa com a mostra del que fou. Estava situada al costat nord-oest de Casa Fontanet, al capdavall de la Costa de Fontanet, a llevant de l'Estimat de Fontanet i al nord-est dels Camps de Casa Fontanet.
Es tracta d'un topònim plenament romànic, de caràcter purament descriptiu: el bosc d'alzines pertanyent a Casa Fontanet.